# ماركوس أمبروز
ماركوس أمبروز (بالإنجليزية: Marcos Ambrose)‏ هو سائق سباق أسترالي، ولد في 1 سبتمبر 1976 في لاونسستون في أستراليا.

## وصلات خارجية
- الموقع الرسمي
- ماركوس أمبروز على موقع Racing-Reference.info (الإنجليزية)
- ماركوس أمبروز على موقع DriverDB.com (الإنجليزية)